# جووانی استرادونه
جووانی استرادونه (ایتالیایی: Giovanni Stradone; ۱۰ نوامبر ۱۹۱۱ – ۶ فوریهٔ ۱۹۸۱) نقاش اهل ایتالیا بود.
از افتخارات وی میتوان به کسب مدال نقره نقاشی رنگ روغن و آبرنگ در بخش مسابقات هنری بازی‌های المپیک تابستانی ۱۹۴۸ اشاره کرد.